# 納里亞烏帕齊拉
納里亞乌帕齐拉是孟加拉国沙里亞德布爾縣的一个乌帕齐拉，位於達卡专区的沙里亞德布爾縣。

## 人口
據1991年孟加拉國人口普查，納里亞共有戶數40,241戶，人口214944人。其中男性佔比49.99%，女性佔比50.01%；成年人口99,265人。該地7歲以上人口之平均識字率為30.7%，低於全國平均值（32.4%）。